# تغییر اقلیم در شمالگان
عمده مسائل زیست‌محیطی که در اثر تغییرات اقلیمی امروزه در منطقه شمالگان ایجاد می‌شوند شامل مسائل شناخته شده‌ای مانند از بین رفتن یخچال‌های دریایی یا آب شدن صفحات یخ گرینلند تا موارد کمتر شناخته شده ولی دارای اهمیت عمیق‌تر مانند ذوب لایه‌های منجمد دائمی و همچنین عواقب اجتماعی آن برای جامع محلی و پیامدهای ژئوپولتیکی این تغییرات است. شمالگان مستعد این موضوع است که به‌طور خاص تحت تأثیر تغییرات آب و هوایی قرار گیرد، که دلیل آن نرخ بالای گرمایش منطقه‌ای و تبعات مربوط به آن است. پیش‌بینی‌های دمایی برای منطقه قطب شمال در سال ۲۰۰۷ مورد ارزیابی قرار گرفتند. این موارد نشان‌دهنده گرمایشی در حدود ۲ تا ۹ درجه سانتی‌گراد تا سال ۲۱۰۰ بودند. این بازه نشان‌دهنده پیش‌بینی‌های مختلفی است که با مدل‌های مختلف آب و هوایی ایجاد شده و با سناریوهای اجباری مختلف اجرا شده است. بی‌توازنی تابشی معیاری از تأثیر فعالیت‌های طبیعی و انسانی روی آب و هوا است. سناریوهای اجباری مختلفی نشانگر مواد متفاوتی مانند پیش‌بینی‌های گوناگون از انتشار گاز گلخانه‌ای توسط انسان در آینده هستند.

## روندهای کنونی و اثرات آن
در سال ۲۰۲۱ گزارش برنامه ارزیابی و مانیتورینگ قطب شمال (AMAP) توسط یک تیم بین‌المللی متشکل از ۶۰ متخصص، محقق، و حافظان دانش بومی از جوامع قطب شمالی در حدفاصل سال‌های ۲۰۱۹ تا ۲۰۲۱ تهیه شد. این گزارش یک گزارش پیگیرانه از ارزیابی ۲۰۱۷ برف، آب، یخ، و یخ‌های دائمی در منطقه قطب شمال (SWIPA) است.

## تأثیرات روی محیط‌زیست طبیعی

### تغییرات دمایی و آب و هوایی
بر اساس هیئت بین‌المللی تغییرات آب و هوایی، "دمای هوای سطحی (SATs) در قطب شمال با سرعتی تقریبا دو برابر سرعت جهانی افزایش یافته است. دوره زمانی حدفاصل سال‌های ۱۹۹۵ تا ۲۰۰۵ گرم‌ترین دهه در قطب شمال از زمان قرن ۱۷ام است و دمای آن ˚C 2 (˚F 6/3) بالاتر از میانگین سال‌های ۱۹۹۹–۱۹۵۱ است. علاوه بر این، از سال 2013 SAT میانگین سالانه قطب شمال حداقل ˚C 1 (˚F 8/1) گرم‌تر از میانگین ۲۰۱۰–۱۹۸۱ بوده است. در سال ۲۰۱۶، ناهنجاری‌های شدیدی از ژانویه تا فوریه وجود داشت که دمای تخمینی در قطب شمال بین ۴ تا ۸/۵ درجه سلسیوس بیشتر از این دما در حدفاصل سال‌های ۱۹۸۱ تا ۲۰۱۰ بود و نشان داد که در سال‌های بعد از آن خنک نشده است.
برخی از مناطق در قطب شمال با سرعت حتی بیشتری گرم شده‌اند، در این میان دمای آلاسکا و کانادای غربی ۳ تا ۴ درجه سانتی‌گراد (۴۰/۵ تا ۲۰/۷ درجه فارنهایت) افزایش پیدا کرده است. این گرمایش نه‌تنها باعث افزایش غلظت گازهای گلخانه‌ای شده، بلکه نشست دوده روی یخ‌های قطب شمال را نیز افزایش داده است.
در ۲۰ ژوئن سال ۲۰۲۰، برای اولین بار اندازه‌گیری دما در درون حلقه قطب شمالی ˚C 38، بیش از ˚F 100 انجام شد. این نوع آب و وهوایی است که انتظار می‌رفت در سال ۲۱۰۰ در این منطقه حاکم باشد. در ماه‌های مارچ، آوریل، و می، متوسط دما در قطب شمال ۱۰ درجه سلسیوس بیشتر از حد نرمال بود. بر اساس مطالعات منتشر شده در سال ۲۰۲۰، این موج حرارتی، بدون گرمایش حاصل از فعالیت‌های انسانی، می‌تواند در مدت ۸۰۰۰۰ سال اتفاق بیفتد. این قوی‌ترین ارتباط رخدادهای اقلیمی با تغییرات اقلیمی منتسب به آن است که تا به حال یافت شده است.